# 26a cerimònia dels Premis César
La 26a cerimònia dels Premis César — també coneguts com Nuit des César — que premiava les pel·lícules estrenades el 2000, va tenir lloc el 24 de febrer de 2001 al Théâtre des Champs-Élysées.

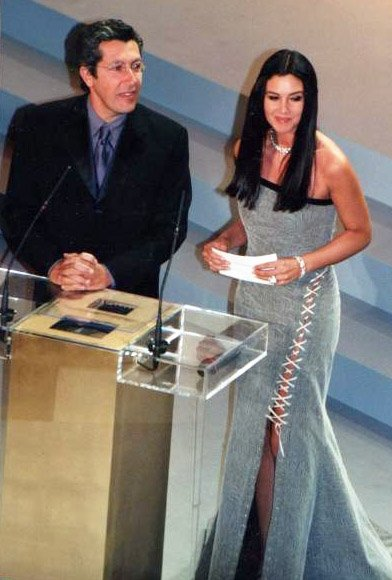
Alain Chabat i Monica Bellucci durant la presentació de la cerimònia.

Va ser presidida per Daniel Auteil i retransmesa a Canal+.

## Presentadors i ponents
- Daniel Toscan du Plantier, president de l'Académie des arts et techniques du cinéma
- Daniel Auteil, president de la cerimònia
- Édouard Baer, mestre de cerimònia
- Patrice Chéreau, per la presentació del César Honorari a Charlotte Rampling
- Jean-Claude Brialy, per l'entrega del César Honorari a Darry Cowl
- Mathieu Demy, per l'entrega del César d'Honor a Agnès Varda
- Henri Salvador, per la presentació del César a la millor música
- Roschdy Zem, Gad Elmaleh, per la presentació del César a l'actriu més prometedora
- Audrey Tautou, per la presentació del César a l'actor més prometedor
- Eduardo Noriega, Dolores Chaplin
- Alain Chabat, Monica Bellucci

## Desenvolupament
Els premis d'aquesta edició quedaren repartits entre les dues pel·lícules amb més nominacions (nou cadascuna), van guanyar quatre premis cadascuna. Mentre que El gust dels altres d'Agnès Jaoui va guanyar els premis a la millor pel·lícula, millor guió, millor actor secundari i millor actriu secundària, Harry, un amic que us estima de Dominik Moll va guanyar els premis al millor director, millor actor protagonista, millor muntatge i millor so. Cal destacar que l'actor català Sergi López i Ayats va guanyar el César al millor actor i Tomatito va guanyar el César a la millor música compartit amb Cheikh Ahmad al-Tûni, La Caita, Tony Gatlif per la banda sonora de Vengo.

## Guanyadors i nominats
Els guanyadors s'indiquen en negreta.
| Millor pel·lícula - El gust dels altres d'Agnès Jaoui - Les Blessures assassines de Jean-Pierre Denis - Harry, un amic que us estima de Dominik Moll - Saint-Cyr de Patricia Mazuy - Une affaire de goût de Bernard Rapp | Millor director - Dominik Moll per Harry, un amic que us estima - Agnès Jaoui per El gust dels altres - Jean-Pierre Denis per Les Blessures assassines - Mathieu Kassovitz per Els rius de color porpra - Patricia Mazuy per Saint-Cyr               |
| Millor actor - Sergi López i Ayats per Harry, un amic que us estima - Jean-Pierre Bacri per El gust dels altres - Charles Berling per Els destins sentimentals - Bernard Giraudeau per Une affaire de goût - Pascal Greggory per La Confusion des genres                                                                    | Millor actriu - Dominique Blanc per Stand-by - Emmanuelle Béart per Els destins sentimentals - Juliette Binoche per La viuda de Saint Pierre - Isabelle Huppert per Saint-Cyr - Muriel Robin per Marie-Line                                          |
| Millor actor secundari - Gérard Lanvin per El gust dels altres - Lambert Wilson per Jet Set - Emir Kusturica per La viuda de Saint Pierre - Alain Chabat per El gust dels altres - Jean-Pierre Kalfon per Saint-Cyr | Millor actriu secundària - Anne Alvaro per El gust dels altres - Jeanne Balibar per Ça ira mieux demain - Mathilde Seigner per Harry, un amic que us estima - Agnès Jaoui per El gust dels altres - Florence Thomassin per Une affaire de goût       |
| Millor actor revelació - Jalil Lespert per Ressources humaines - Jean-Pierre Lorit per Une affaire de goût - Boris Terral per Le roi danse - Cyrille Thouvenin per La Confusion des genres - Malik Zidi per Gouttes d'eau sur pierres brûlantes                                                                             | Millor actriu revelació - Sylvie Testud per Les Blessures assassines - Bérénice Bejo per Meilleur Espoir féminin - Sophie Guillemin per Harry, un amic que us estima - Isild Le Besco per Sade - Julie-Marie Parmentier per Les Blessures assassines |
| Millor pel·lícula estrangera - Desitjant estimar de Wong Kar-wai - Yi Yi d’Edward Yang - American Beauty de Sam Mendes - Billy Elliot de Stephen Daldry - Dancer in the Dark de Lars von Trier | Millor primera pel·lícula - Laurent Cantet per Ressources humaines - Nationale 7 de Jean-Pierre Sinapi - Scènes de crimes de Frédéric Schoendoerffer - La Squale de Fabrice Genestal - Stand-by de Roch Stephanik                                    |
| Millor guió original o adaptació - Agnès Jaoui, Jean-Pierre Bacri per El gust dels altres - Laurent Cantet i Gilles Marchand per Ressources humaines - Gilles Marchand i Dominik Moll per Harry, un amic que us estima - Patricia Mazuy i Yves Thomas per Saint-Cyr - Bernard Rapp i Gilles Taurand per Une affaire de goût | Millor música - Tomatito, Cheikh Ahmad al-Tûni, La Caita, Tony Gatlif per Vengo - John Cale per Saint-Cyr - Bruno Coulais per Els rius de color porpra - David Sinclair Whitaker per Harry, un amic que us estima                                    |
| Millor fotografia - Agnès Godard per Beau Travail - Éric Gautier per Els destins sentimentals - Thierry Arbogast per Els rius de color porpra | Millor decorat - Jean Rabasse per Vatel - Thierry François per Saint-Cyr - Katia Wyszkop per Els destins sentimentals |
| Millor muntatge - Yannick Kergoat per Harry, un amic que us estima - Hervé de Luze per El gust dels altres - Marilyne Monthieux per Els rius de color porpra | Millor so - Gérard Hardy, François Maurel, Gérard Lamps per Harry, un amic que us estima - Dominique Dalmasso, Henri Morelle per Le Roi danse - Cyril Holtz, Vincent Tulli per Els rius de color porpra                                              |
| Millor vestuari - Édith Vesperini, Jean-Daniel Vuillermoz per Saint-Cyr - Olivier Bériot per Le Roi danse - Yvonne Sassinot de Nesle per Vatel | Millor curtmetratge - Ex-æquo : Salam de Souad El-Bouhati et Un petit air de fête d'Éric Guirado - Au bout du monde de Konstantin Bronzit - Le Puits de Jérôme Boulbès                                                                               |
| César d'honor - Darry Cowl - Charlotte Rampling - Agnès Varda | |